# Талапск
Талапск (рус. Талабск), раније познато и као Залитово острво (рус. остров им. Залита) друго је по величини од три острва у архипелагу Талапских острва смештеном у источном делу Псковског језера, на западу европског дела Руске Федерације. Острво административно припада Псковском рејону Псковске области.
Острво обухвата територију површине 0,62 км². Према подацима са пописа становништва 2010. ту су живела 173 становника, а једино насеље на острву је село Остров-Залит.
У совјетско време име острва је промењено у част летонског совјетскиг револуционара Ивана Залита.